# Grandchamp (Górna Marna)
Grandchamp – miejscowość i gmina we Francji, w regionie Grand Est, w departamencie Górna Marna.
Według danych na rok 1990 gminę zamieszkiwało 0 osób, a gęstość zaludnienia wynosiła 0 osób/km².